# Alte Maße und Gewichte (deutschsprachiger Raum)
Hier sind historische Maße und Gewichte des deutschsprachigen Raums, vor allem des 19. Jahrhunderts, aufgeführt. In den Abbildungen sind auch alte internationale Maßeinheiten mit ihrer Umrechnung ins metrische System angegeben. Zwar sind die Beziehungen innerhalb eines Systems einigermaßen gleichbleibend, die Einheiten waren örtlich und zeitlich aber teils erheblichen Veränderungen unterworfen. Vor einer Umrechnung in das metrische System ist stets genau zu prüfen, ob der verwendete Umrechnungsfaktor für die entsprechende Zeit am jeweiligen Ort tatsächlich Geltung hatte.

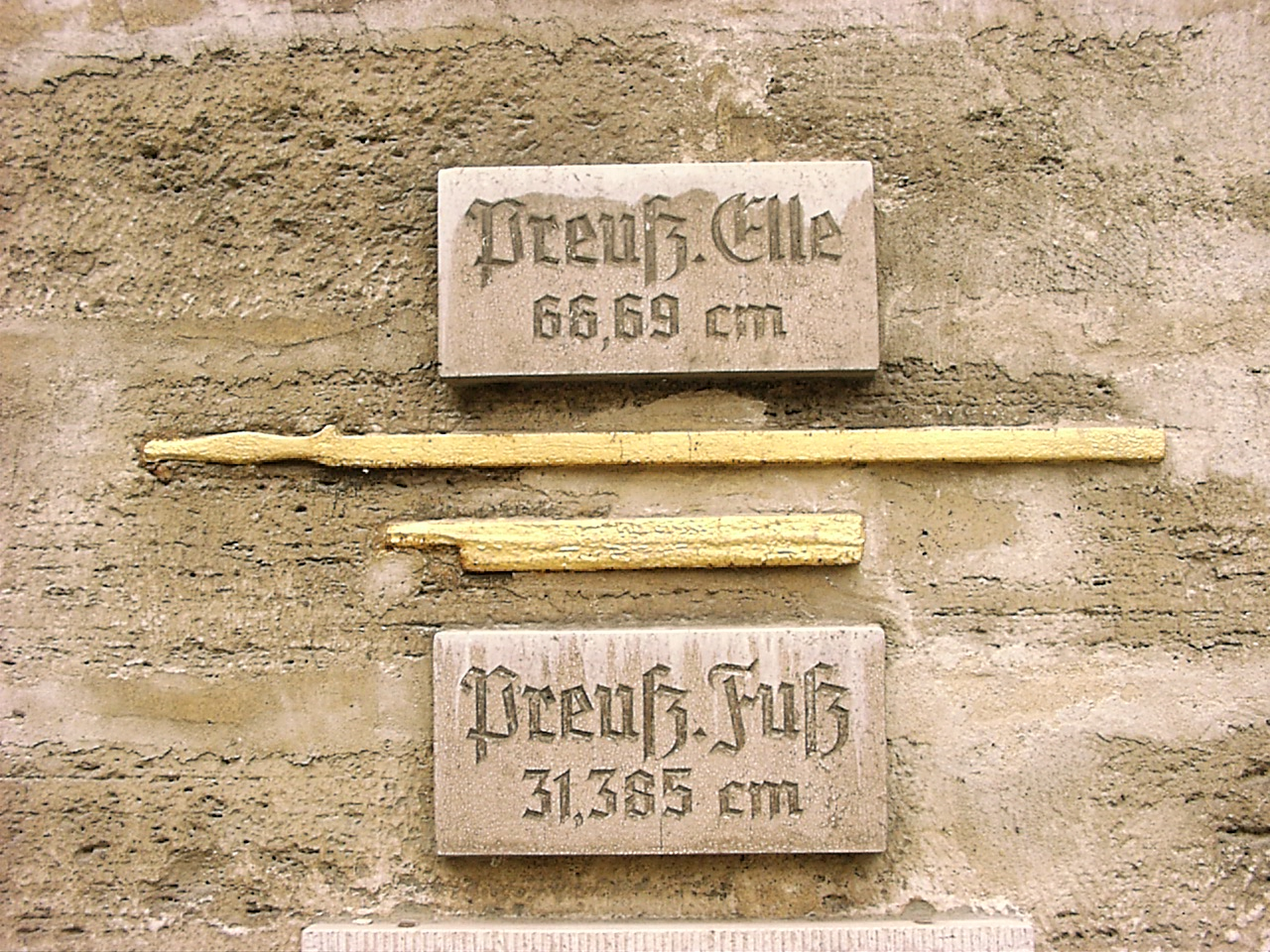
Preußische Elle und Preußischer Fuß am Rathaus Bad Langensalza.

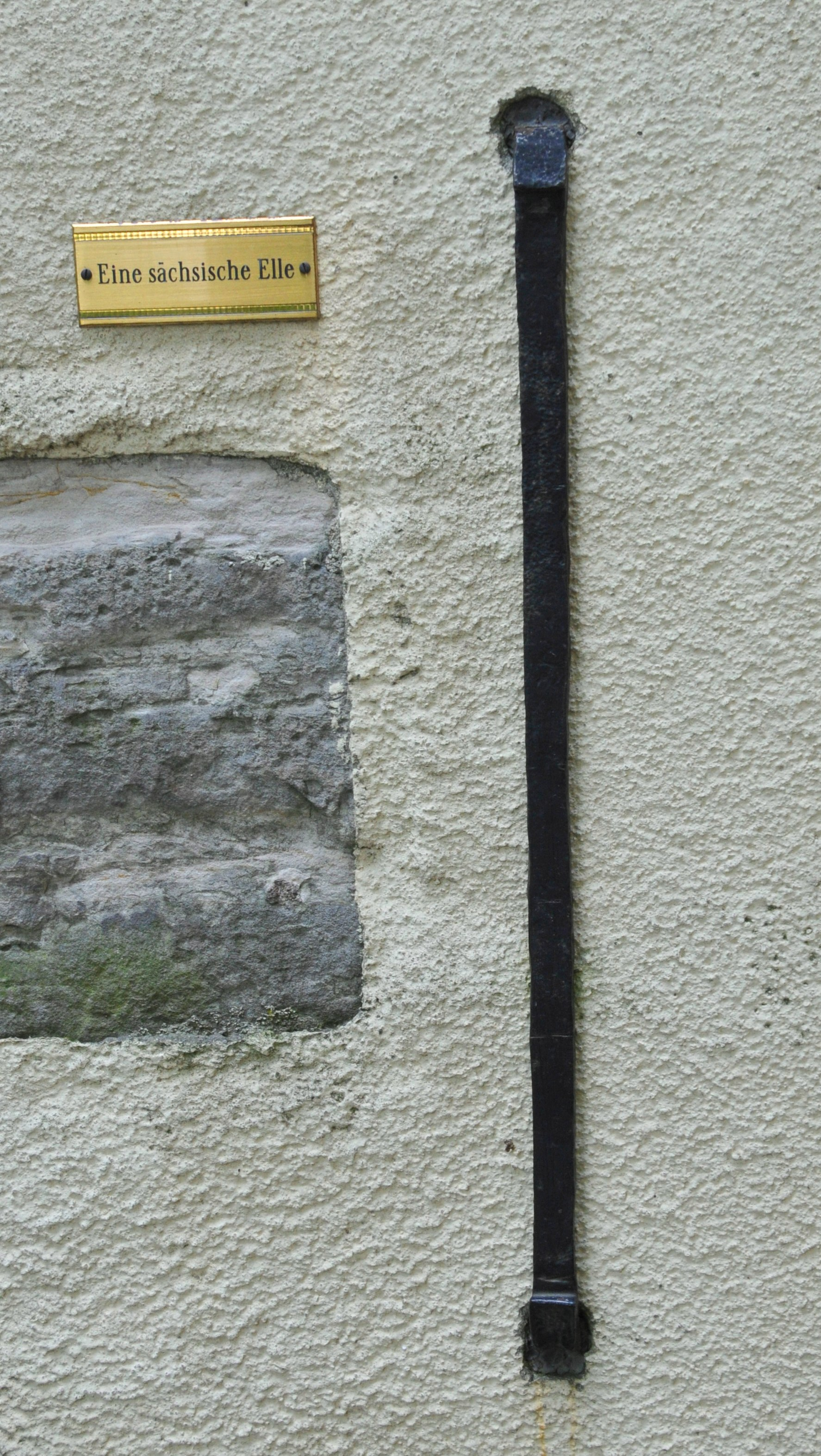
Sächsische Elle an der Mauer der Walpurgis-Kirche in Apfelstädt

Speziell siehe auch Alte Maße und Gewichte in:
- (heutiges) Deutschland: Baden, Bayern,  Braunschweig, Hannover, Hessen, Mecklenburg, Nürnberg, Preußen, Sachsen, Württemberg
- Österreich/Habsburger-Raum
- Niederlande
- Schweizerische Eidgenossenschaft

## Metrisches System
Zur Überwindung der örtlichen Unterschiede, vor allem bei den Längenmaßen und Gewichten, wurde, ausgehend von Frankreich (1791, 29. November 1800), das metrische System eingeführt, das auf dem dafür geschaffenen Urmeter basiert. Dem französischen Beispiel folgten nach und nach viele andere Staaten.
Die „Preußische Maaß- und Gewichtsordnung“ vom 16. Mai 1816 vereinheitlichte die Größen unter Zugrundelegung des Rheinländischen Fußes, definiert als Teil des alten (in Frankreich gesetzlich nicht mehr gültigen) französischen Längenmaßes, der Toise du Pérou: 1 preußischer Fuß = 139,13 Pariser Linien (Untereinheit der Toise, entspricht 31,387728 cm).
Der Norddeutsche Bund beschloss am 17. August 1868 die Norddeutsche Maß- und Gewichtsordnung, die zum 1. Januar 1872 das metrische System einführte; Bayern folgte am 29. April 1869 mit Wirkung zum 1. Januar 1872. Das metrische System galt ab 1872 im gesamten Deutschen Reich. Am 20. Mai 1875 unterzeichneten 17 Staaten die Meterkonvention.

## Zählmaße
| Zahlmaß                          | Stück  | Anmerkungen                                                                       |
| -------------------------------- | ------ | --------------------------------------------------------------------------------- |
| Riemen                           | 1⁄2    | Lachs                                                                             |
| Remel/Rähmel                     | 1      | Bund Flachs à 20 Pfund (deutsch.) Nordwestdeutschland                             |
| Karte                            | 2      | Pfund Seide                                                                       |
| Riem                             | 2      | Ries (Packpapier)                                                                 |
| Spule Garn                       | 2      | Stück oder 4 Toll = 40 Gebinde = 1600 Faden                                       |
| Paar                             | 2      | nur für zusammengehörige Objekte                                                  |
| Schuss Brot                      | 2      | für Laibe (Backwaren)                                                             |
| Bandel                           | 4      | für Vögel                                                                         |
| Klupper                          | 4      | in Nürnberg                                                                       |
| Ring                             | 5      | Pfund Draht                                                                       |
| Seidel                           | 5      | Zentner Eisen                                                                     |
| Wurf                             | 5      | für Geldstücke, andere zählbare Dinge                                             |
| Polst                            | 5      | Stück (nur in Fulda)                                                              |
| Stroh                            | 6      | Wall = 480 Stück                                                                  |
| Pfund                            | 8      | Stück (in Regensburg 1 Pfund Salz = 8 Schilling = 240 Scheiben)                   |
| Halbstiege                       | 10     |                                                                                   |
| Dekade                           | 10     | Verhältnis zweier Zahlen mit Faktor 10                                            |
| Decher, auch Decker              | 10     | an das Dezimalsystem angepasstes „Dutzend“, = 2 Polst zu je 5 Stück (meist Leder) |
| Dicker                           | 10     | für Pelzwaren/Felle                                                               |
| Pack Tuch                        | 10     | Stück oder Saum mit 22 Tuch à 32 Ellen                                            |
| Zehnling                         | 10     | Stück Felle                                                                       |
| Schöberlein                      | 10     | Stück Garben, Bunde                                                               |
| Binde                            | 10     | Strick = 250 Aale                                                                 |
| Bündel                           | 10     | Stück Hasenfelle                                                                  |
| Dutzend, Dutz                    | 12     |                                                                                   |
| Ballen                           | 12     | Stück Tuch                                                                        |
| Recke                            | 12–16  | Ellen Leinen                                                                      |
| Großes Dutzend/long dozen        | 13     | Stück (Engl.)                                                                     |
| Globen Flachs                    | 15     | Kanten = 6 Hände voll (nur in Fulda)                                              |
| Mandel, Malter, Hocke            | 15     | engl. großes Dutzend                                                              |
| Bauern-, Große Mandel            | 16     | bessere Teilbarkeit                                                               |
| Stiege, Steige                   | 20     | Fischhandel, Tuch- und Leinenhandel, Holz, Rauchwaren und Leder                   |
| Scores                           | 20     | Stück Häute                                                                       |
| Saum                             | 22     | Tücher oder Stück à 32 Ellen                                                      |
| Alfabet                          | 23     | Stück Bogen (im Buchhandel)                                                       |
| Barchet                          | 24     | Ellen Tuch in Ulm                                                                 |
| Büschel                          | 25     | Federn                                                                            |
| Bandel                           | 25     | Frösche                                                                           |
| Stoß                             | 25     | Blätter, 12 Blätter = 1 Pack (in der Spielkartenherstellung)                      |
| Viertel                          | 25     | Stück Krebse                                                                      |
| Band, Bund                       | 30     |                                                                                   |
| Schilling                        | 30     | Stück                                                                             |
| Kiepe                            | 30     | Stiegen à 20 Stück Schollen in Lübeck                                             |
| Mollen                           | 30     | Bund Stroh in Stettin (in Rostock: Moller)                                        |
| Timber, Zimmer                   | 40     | Rauchwerk engl. Maß                                                               |
| Zimmer, Klipper                  | 40     | zu 4 Decher                                                                       |
| Vartel                           | 45     | Barchent                                                                          |
| Fardel                           | 45     | Barchet-Tücher (in Ulm)                                                           |
| Schober                          | 60     | Stück Garben, Bunde                                                               |
| Zimmer                           | 60     | zu 5 Dutzend, für Bauholz (Bretter und Balken)                                    |
| Schock                           | 60     | 1 Schock = 3 Stiegen = 4 Mandel = 5 Dutzend                                       |
| Schock (leichtes schlesisches)   | 40     | Stück                                                                             |
| Schock (schweres schlesisches)   | 60     | Stück                                                                             |
| Schock (Blechherstellung)        | 120    | Stück                                                                             |
| Schock (landwirtschaftl. Garben) | 20     | Stück                                                                             |
| Rolle Pergament                  | 60     | 5 Dutzend Häute oder 60 Blätter im englischen Pergamenthandel (roll of parchment) |
| Büschel                          | 60     | Stück zusammengebundene unbrauchbare Blechtafeln                                  |
| Großschock, Bauernschock         | 64     | = 4 Bauernmandel                                                                  |
| Webe                             | 72     | Tuch- und Leinenhandel                                                            |
| Wall, Wahl, Oll                  | 80     | Fischhandel in Danzig, Frankfurt/M, Dänemark                                      |
| Ballen                           | 100    | Stück Hasenfelle                                                                  |
| Bund                             | 100    | Federn, entspricht 4 Büschel                                                      |
| Platteis                         | 110    | Fische                                                                            |
| Großhundert                      | 120    |                                                                                   |
| Hundert                          | 124    | Stück bei Stockfisch und Klippfisch                                               |
| Sack                             | 134    | Pfund Salz                                                                        |
| Gros, Groß, Gross                | 144    | ein Dutzend Dutzend, also 12×12                                                   |
| Kufe                             | 150    | Pfund Salz                                                                        |
| Roll/Krippe                      | 180    | Stockfische                                                                       |
| Bausch, Buscht, Bust             | 181    | Bogen Papier (in der Papierherstellung (Papiermühle))                             |
| Last                             | 200    | für Häute                                                                         |
| Pfund                            | 240    | Stück (in Nürnberg)                                                               |
| Großtausend                      | 1.200  | 1 Großtausend = 100 Dutzend                                                       |
| Maß, Großgros                    | 1.728  | oft für Blatt Papier, 12 Gros oder ein Dutzend Gros, also 12³                     |
| Krippe, Kribbe, Kasten           | 2.180  | im Stockfisch-Handel                                                              |
| Wall, Wahl, Oll                  | 4.800  | 1 Wall = 80 Schock; Fischhandel in Pommern, Stralsund                             |
| Last                             | 12.000 | Stück Heringe                                                                     |

## Speyrer Maße
Im Mittelalter gab es in größeren Städten eigene Maßsysteme, die auch Stückmaße für örtlich häufig gehandelte Güter umfassten. Ein Beispiel ist die Stadt Speyer, die Stückmaße für Stroh, Heu, Bündelholz und Heringe hatte.
- Tabelle siehe Stückmaß
- Siehe auch: Zahlensystem

## Längenmaße

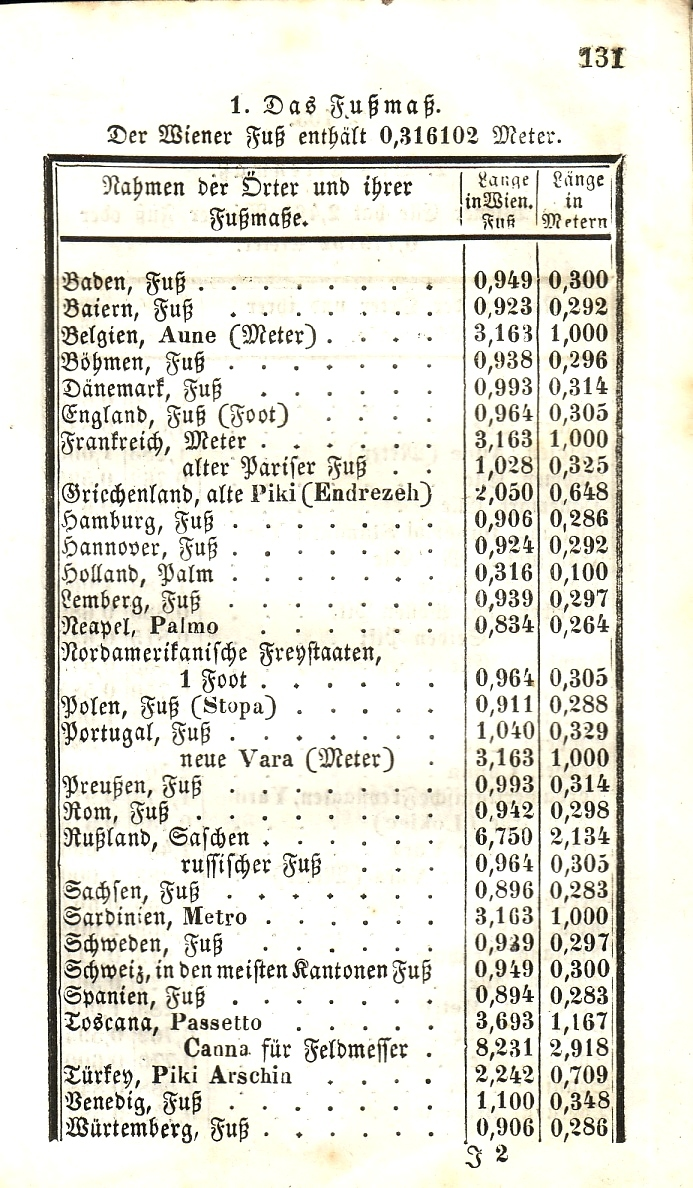
Fußmaße – Umrechnungstabelle aus Mathematik-Schulbuch, 1848

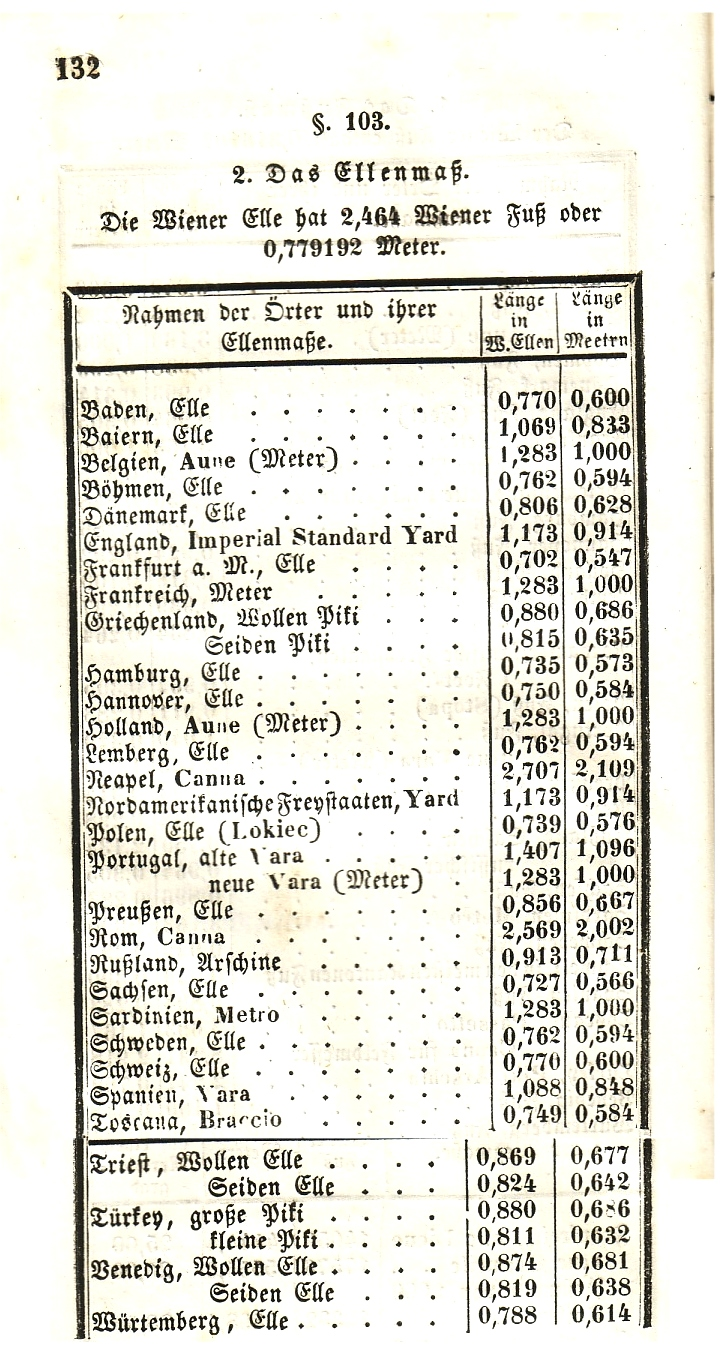
Ellenmaße – Umrechnungstabelle aus Mathematik-Schulbuch, 1848

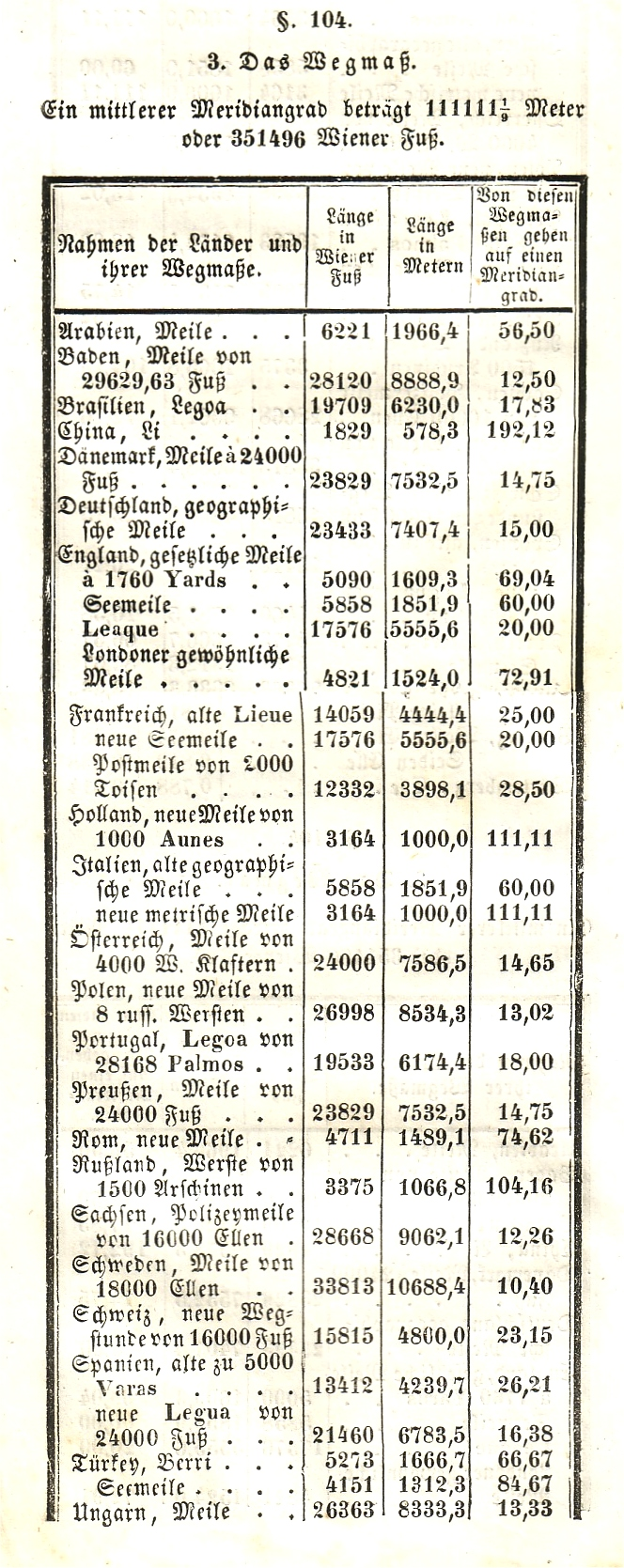
Wegmaße – Umrechnungstabelle aus Mathematik-Schulbuch, 1848

| Punkt                 | um 0,35 mm |
| Punkt                 | 1⁄72 Zoll |
| Strich                | 1 mm (Norddeutscher Bund) |
| Linie                 | 1⁄12 Zoll |
| Linie                 | 1⁄10 Zoll (jünger; in der Schweiz z. B. ab 1838) |
| Linie                 | 2,179 mm (Preußen) |
| Linie                 | 2,5 mm (Hessen bis 1871) |
| Linie                 | 3,0 mm (Baden bis 1871, Schweiz 1838–1876) |
| Finger                | 1⁄24 Elle |
| Neu-Zoll              | 1 cm (Norddeutscher Bund) |
| Zoll                  | 1⁄12 Fuß = 12 Linien |
| Zoll                  | 1⁄10 Fuß = 10 Linien (jünger; in der Schweiz z. B. ab 1838) |
| Zoll                  | 2,615 oder 3,7662 cm (Preußen) |
| Zoll                  | 2,5 cm (Hessen bis 1871) |
| Zoll                  | 3,0 cm (Baden bis 1871, Schweiz 1838–1876) |
| Hand(breit)           | um 10 cm = 1 dm |
| Hand(breit)           | 1⁄6 Elle = 4 Zoll |
| Dezimalfuß            | 10 Zoll |
| Fuß, Schuh, Werkschuh | meistens 12 Zoll = 25–43 cm, manchmal 1⁄2 Elle |
| Fuß, Schuh, Werkschuh | jünger 10 Zoll (Hessen, Baden; in der Schweiz ab 1838) |
| Fuß, Schuh, Werkschuh | 1 meckl. Fuß = 0,291 m |
| Fuß, Schuh, Werkschuh | 25,0 cm (Hessen bis 1871) |
| Fuß, Schuh, Werkschuh | 30,0 cm (Baden bis 1871, Schweiz 1838–1876) |
| Stange                | 10 Schuh à 30,0 cm = 3 m (Schweiz) |
| Spann(e)              | Abstand zwischen Daumen- und Mittelfingerspitze (kleine Spanne) |
| Spann(e)              | Abstand zwischen Armbeuge und Handwurzel |
| Spann(e)              | Abstand zwischen Mittelfingerspitze und Handwurzel |
| Spann(e)              | Abstand zwischen Daumen- und der Spitze des kleinen Fingers (große Spanne) |
| Spann(e)              | 1⁄2 Elle |
| Elle                  | Abstand zwischen Ellbogen und Mittelfingerspitze |
| Elle                  | doppelter Abstand zwischen Ellbogen und Handwurzel |
| Elle                  | 2 Fuß |
| Elle                  | 50–85 cm |
| Schritt               | etwa 71–75 cm |
| Doppelschritt         | etwa 142–150 cm = 2 Schritt |
| Stab                  | 1 m (Norddeutscher Bund) |
| Klafter               | Spannweite der Arme |
| Klafter               | 3 Ellen |
| Klafter               | 6 Fuß |
| Klafter               | 1,7–2,91 m, in der Schweiz (1838–1876) 1,8 m, in Hessen-Darmstadt 2,5 m |
| Faden                 | 6 Fuß (zur Tiefenmessung) |
| Rute (Ruthe)          | 3 1⁄2–7 m, meistens um 4,6 m, in der Schweiz (1838–1876) 3,0 m |
| Rute (Ruthe)          | 10, 12, 14, 15 oder 16 Fuß |
| Rute (Ruthe)          | 2 Doppelschritt |
| Gert                  | 10–20 Schuh (Mittelfranken), 3,60 m (Ergersheim, Mittelfranken) |
| Lachter               | 1 Lachter = 6 Fuß + 8 Zoll = 1,938 m (Meckl./Bergbau) |
| Lachter               | 1,829–2,092 m (Bergbau) |
| Lachter               | 8 Spann |
| Lachter               | 80 Zoll (Preußen) |
| Meile                 | häufig um 7 1⁄2 km (1/15 Äquatorialgrad) oder über 9 km |
| Meile                 | 2 (Weg-)Stunden |
| Meile                 | 2.000 Klafter = 12.000 Fuß |
| Meile                 | 24.000 Fuß |
| Meile                 | 1.000 Doppelschritte (römische Antike) |
| Meile                 | 1.000 oder 2.000 Ruten |
| Meile                 | 16.000 Ellen = 32.000 Fuß |
| Meile                 | 7500 m (Norddeutscher Bund) |
| Tagesreise            | etwa 27–36 km |
| Etmal                 | (niederländ. Tag), Strecke, die ein Schiff von Mittag bis Mittag (in der Zeit eines astronomischen Tages) zurücklegt, Tagesreise, wiederkehrende Flutzeit von 12 Stunden oder Tagesperiode von 24 Stunden |

## Flächenmaße

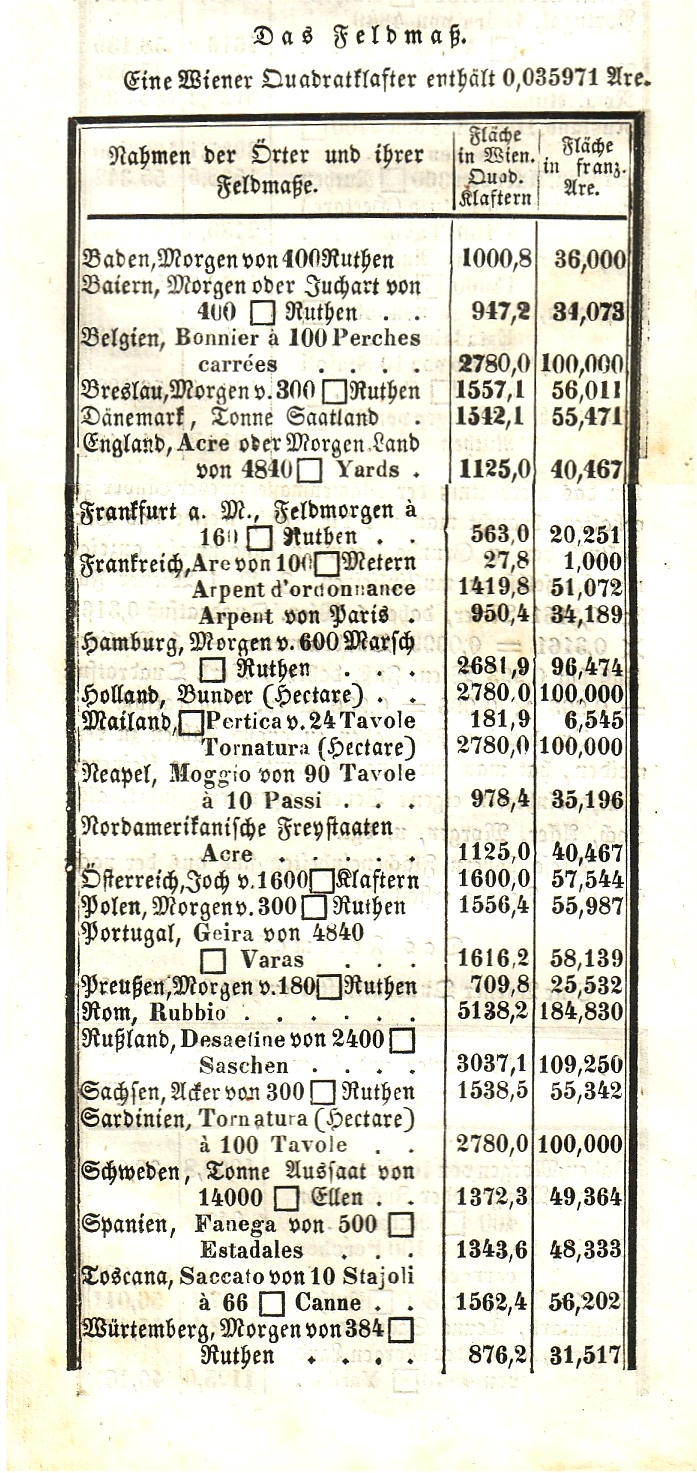
Feldmaße – Umrechnungstabelle aus Mathematik-Schulbuch, 1848

Maßeinheiten der Flächenmessung.
| Acker (in der Landwirtschaft) | 19,0647–64,431 a |
| Acker (in der Landwirtschaft) | 2 Scheffel = 5.534,20 m² in Kursachsen |
| Acker (in der Landwirtschaft) | 2 Ruten breit (Calenberg) |
| Himten Acker                  | ca. 1⁄5 Morgen (Bremervörde) |
| Bau                           | 40 alte Jück = 0,2241136 km² = 22 ha 41 a 13,6 m² (Grafschaft Oldenburg, durchschnittliche Bauernstelle wohl auf der Geest)                          |
| Casseler Acker                | 150 14schuhige Quadratruten = 23,865 a (in Nordhessen)                                                                                               |
| Demat                         | ca. 1⁄2 ha = 216 Quadratruten zu je 21 m² (Eiderstedt)                                                                                               |
| Dezimal                       | 400 Quadratfuß = 34,0727 m² (Bayern) |
| Diemat                        | ca. 0,57 ha (Ostfriesland) |
| Drohn                         | 3⁄4 Morgen (= 1 Scheffelstück – Calenberg) |
| Gehrt                         | 1 Rute breit (Schaumburg) |
| Gert                          | Holzrecht von 1×28 Längenmaß-Gert: 362,88 m² (Ergersheim, Mittelfranken)                                                                             |
| Grasen                        | 1,6 Morgen |
| Haken                         | 11,206 ha |
| Haken                         | 12,531 ha (Königsberg) |
| Himten                        | 1⁄2 Braunschweiger Morgen = 60 QR |
| Himtsaat                      | 1⁄3 Morgen (Verden, Grafschaft Hoya und Diepholz) |
| Himtenstelle                  | ca. 1⁄6 Morgen (Land Hadeln) |
| Holle                         | 1⁄3 Morgen (Calenberg) |
| Holle                         | 1⁄4 Morgen = 1⁄3 Drohn (Schaumburg) |
| Hufe, Hube                    | von Ort zu Ort unterschiedlich; gebraucht für Gemarkungs- und Hofgrößen.                                                                             |
| Hufe, Hube                    | meistens 30 Morgen |
| Hufe, Hube                    | meistens zwischen 15 und 20 ha |
| Hufe, Hube                    | 7,6597 ha (Preußen vor 1755) |
| Hufe, Hube                    | 7,659 ha (Magdeburger Maß, Preußen ab 1793) |
| Hufe, Hube                    | 9,9 ha (slawische Hufe) |
| Hufe, Hube                    | 16,8 ha (flämische Hufe) |
| Hufe, Hube                    | 23,9 ha (fränkische Hufe) |
| Hufe, Hube                    | 37,35 ha = 66 ⅔ Morgen (je 5601,17 m² = 300 Quadratruten zu 18,67 m²) (Kulmische)                                                                    |
| Königshufe                    | meistens 2 Hufen |
| Hägerhufe, Hegerhufe          | 2 Landhufen = 60 Morgen = 39,3 ha (Preußen, Beginn des 18. Jahrhunderts)                                                                             |
| Hägerhufe, Hegerhufe          | 13–47 ha |
| Landhufe                      | 2 Hakenhufen = 30 Morgen = 19,65 ha (Preußen, 18. Jahrhundert)                                                                                       |
| Landhufe                      | 30 Morgen = 19,65319 ha (Pommern) |
| Hakenhufe                     | 15 Morgen = 9,82 ha (Preußen, 18. Jahrhundert) |
| Trippelhufe                   | 3 Hakenhufen |
| Hunt                          | ¾ Morgen |
| Joch, Juck, Juchart, Juckert  | Fläche die ein Ochsengespann an einem Tag umpflügen kann.                                                                                            |
| Joch, Juck, Juchart, Juckert  | 36 a (Schweiz 1838–1876) |
| Joch, Juck, Juchart, Juckert  | 33,09 a (Württemberg) |
| Joch, Juck, Juchart, Juckert  | 43,16 a (Ungarn) |
| Joch, Juck, Juchart, Juckert  | 57,55 a (Niederösterreich) = 1600 Wiener Quadratklafter                                                                                              |
| Jück                          | ca. 2,2 hannoversche Morgen (Wesermünde) |
| Mannsmahd                     | die von einem Mann an einem Arbeitstag abzumähende Wiesenfläche                                                                                      |
| Mannsmahd                     | 34,07–47 a |
| Marßet (od. Marset)           | 1⁄2 holländischer Morgen (Niederrhein) |
| Marßet (od. Marset)           | 1 preußischer Morgen (Niederrhein) |
| Morgen (Mg)                   | die mit einem Ochsengespann an einem Vormittag (Morgen) pflügbare Fläche, Roßmorgen, die mit einem Pferdegespann an einem Vormittag pflügbare Fläche |
| Morgen (Mg)                   | meistens 25 bis 58 a, maximal 122,5 a |
| Morgen (Mg)                   | 120, 150, 160, 180, 300 oder 400 Quadratruten |
| Morgen (Mg)                   | 25 a = 1⁄4 ha = 1 vha (Viertelhektar, Norddeutscher Bund ab 1869)                                                                                    |
| Morgen (Mg)                   | 0,2554 ha (Magdeburger Maß, Preußen ab 1793) |
| Rute, Quadratrute (QR)        | 14,185 m² (Rheinland, Preußen 1869) |
| Rute, Quadratrute (QR)        | 18,67 m² (Kulmische) |
| Rute, Quadratrute (QR)        | 21,17 m² (Köln) |
| Scheffelsaat                  | 1⁄2 Morgen (Walsrode) |
| Scheffelsaat                  | 1⁄3 Morgen (Nienburg, Schaumburg) |
| Scheffelsaat                  | 1717 m² (Lippe) |
| Scheffel                      | 1⁄2 Acker = 2.767,10 m² (Kursachsen) |
| Schwad                        | 1⁄2 Rute breit |
| Tagewerk                      | 25–36 a (Baden, Bayern, Nassau) |
| Tagewerk                      | 2 Morgen = 4 Vierup |
| Tonne                         | 0,55 ha (Dänemark, Holstein) |
| Vorling                       | 1⁄2 Morgen (auch als Vorll bezeichnet) |
| Quadratrute                   | 1 Quadratrute = 21,54 m² (Meckl./Bergbau) |

## Raummaße
Die Raummaße wurden auch als Hohlmaße bezeichnet, da mit ihnen das „Hohle“ eines Gefäßes ausgemessen werden kann. Zumeist wird das Flüssigkeitsmaß so eingeordnet, die Flüssigkeit wird in das hohle Gefäß gefüllt. In jüngerer Zeit kommt die Bezeichnung Volumenmaß hinzu.

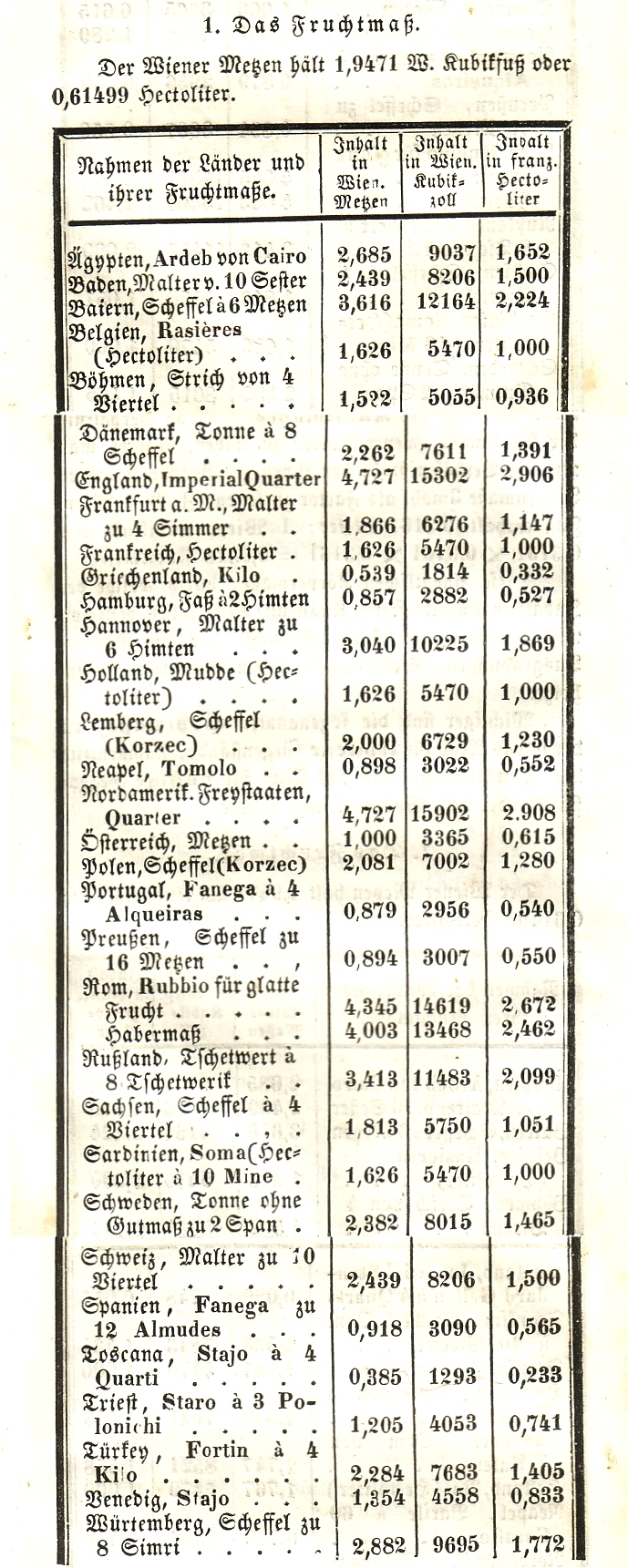
Fruchtmaße – Umrechnungstabelle aus Mathematik-Schulbuch, 1848

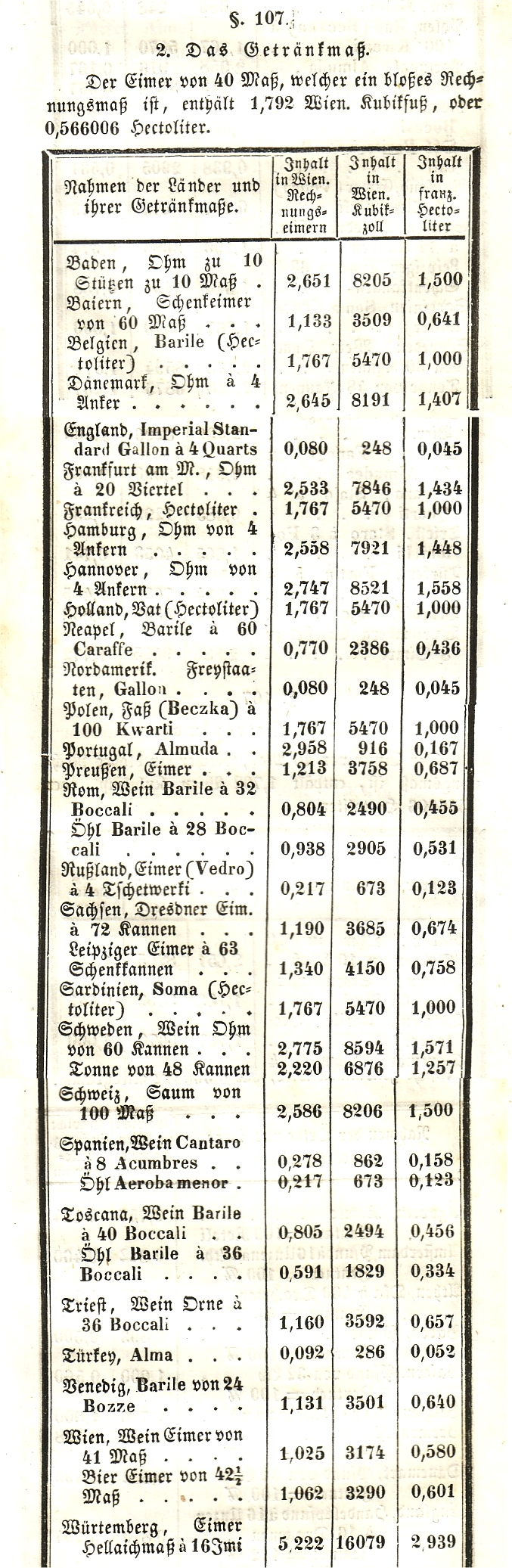
Getränkemaße – Umrechnungstabelle aus Mathematik-Schulbuch, 1848

| Festmeter (Fm)                                             | 1 m³ feste Holzmasse (Holzwirtschaft)                                                                          |
| Ster (st), Raummeter                                       | 1 m³ lose Holzmasse, geschichtet (Holzwirtschaft)                                                              |
| Schüttmeter, Schüttraummeter                               | 1 m³ lose Holzmasse, ungeschichtet (Holzwirtschaft)                                                            |
| Klafter                                                    | 1,8–3,9 m³ (Schichtholz)                                                                                       |
| Faden                                                      | 1,74–4,07 m³ (Brennholz)                                                                                       |
| Pfiff                                                      | 176,841 ml (Bier, Österreich)                                                                                  |
| Schoppen                                                   | 1⁄4 Maß |
| Schoppen                                                   | 1⁄4 l oder 1⁄2 l                                                                                               |
| Schoppen                                                   | 0,375 l (Baden bis 1871, Schweiz 1838–1876)                                                                    |
| Schoppen                                                   | 0,4 l (Hessen-Darmstadt)                                                                                       |
| Schoppen                                                   | 0,459 l (Württemberg bis 1871)                                                                                 |
| Schoppen                                                   | 0,5 l (Pfalz; Deutschland 1868/1872–1884)                                                                      |
| Kumpf                                                      | 6,8 l bis 10 l                                                                                                 |
| Seidel (Seidl, Seidler, in Franken: Seidla)                | 0,5 l oder 0,535 l (Bayern)                                                                                    |
| Seidel (Seidl, Seidler, in Franken: Seidla)                | 0,354 l (Österreich = 2 Pfiff)                                                                                 |
| Krüge(r)l, Krügl                                           | 0,5 l (Österreich = 3 Pfiff)                                                                                   |
| Stof, Quart                                                | 1,145 l (Preußen)                                                                                              |
| Stof, Quart                                                | 0,267 l (Bayern)                                                                                               |
| Maß, Maaß, Maas                                            | 4 Pintgen bzw. 4 Schoppen                                                                                      |
| Maß, Maaß, Maas                                            | 1 l (Bayern), früher Schankmaß 1,069 l                                                                         |
| Maß, Maaß, Maas                                            | 1 ⁄7 l |
| Maß, Maaß, Maas                                            | 1,4 l (Österreich, Böhmen = 4 Seidel)                                                                          |
| Maß, Maaß, Maas                                            | 1,5 l (Baden bis 1871, Schweiz 1838–1877)                                                                      |
| Maß, Maaß, Maas                                            | 1,783 l (Rheinland)                                                                                            |
| Maß, Maaß, Maas                                            | (jeweils ungefähr:) 2 l und 5 l (Grazer Mass(e)l für Hülsenfrüchte bzw. Getreide in Graz, Österreich)          |
| Stein                                                      | 1 l (Pfalz) |
| Saum                                                       | 100 Maß |
| Saum                                                       | 150 l (Schweiz 1838–1876, Baden bis 1871)                                                                      |
| Becher                                                     | 4 Mäßger (Mäßgen, Mäßchen)                                                                                     |
| Metze                                                      | 3 Stof = 1⁄16 Scheffel = 3,435 l (Preußen)                                                                     |
| Metze                                                      | 6,489 l (Sachsen)                                                                                              |
| Metze                                                      | 37,06 l (Bayern)                                                                                               |
| Metze                                                      | 61,478 l (Österreich)                                                                                          |
| Eimer                                                      | ca. 60 l (Bayern, Österreich = 56 Liter, Böhmen)                                                               |
| Eimer                                                      | 12,3 l (Siebenbürgen, Russland)                                                                                |
| Eimer                                                      | daneben auch deutlich mehr z. B. 300 l (Württemberg)                                                           |
| Startin                                                    | 525 l (Most und Wein, Steiermark und Kärnten)                                                                  |
| Viertel, Sester                                            | Getreidemaß |
| Viertel, Sester                                            | 4 Metzen = 13,74 l                                                                                             |
| Viertel, Sester                                            | Viertel (Wein) 1⁄4 l (Pfalz)                                                                                   |
| Viertel, Sester                                            | 4 Maß |
| Viertel, Sester                                            | 3, 4 oder 12 Becher                                                                                            |
| Viertel, Sester                                            | 1⁄10 Malter bzw. 10 Immi (Schweiz 1838–1876) 15 l (Baden, Schweiz 1838–1876)                                   |
| Scheffel, Schaff, Schäffel, Simber, Sümber, Sümmer, Simmer | bis 1872 deutsches Hohlmaß für schüttbare feste Körper (z. B. Getreide)                                        |
| Scheffel, Schaff, Schäffel, Simber, Sümber, Sümmer, Simmer | rund 0,23–2,22 hl                                                                                              |
| Scheffel, Schaff, Schäffel, Simber, Sümber, Sümmer, Simmer | in Sachsen (1830) 103,828 l                                                                                    |
| Scheffel, Schaff, Schäffel, Simber, Sümber, Sümmer, Simmer | 4 Viertel = 48 Stof = 0,54961 hl (Preußen, Scheffel)                                                           |
| Scheffel, Schaff, Schäffel, Simber, Sümber, Sümmer, Simmer | 40 Stof (Preußen, ab 1750)                                                                                     |
| Scheffel, Schaff, Schäffel, Simber, Sümber, Sümmer, Simmer | 1,03985 hl (Württemberg)                                                                                       |
| Scheffel, Schaff, Schäffel, Simber, Sümber, Sümmer, Simmer | 2,22357 hl (Bayern)                                                                                            |
| Scheffel, Schaff, Schäffel, Simber, Sümber, Sümmer, Simmer | 0,22153 hl (Württemberg, Trockenmaß)                                                                           |
| Scheffel, Schaff, Schäffel, Simber, Sümber, Sümmer, Simmer | 0,2868 hl (Frankfurt am Main)                                                                                  |
| Scheffel, Schaff, Schäffel, Simber, Sümber, Sümmer, Simmer | 0,32 hl (Hessen)                                                                                               |
| Scheffel, Schaff, Schäffel, Simber, Sümber, Sümmer, Simmer | 0,55 hl (Waldeck)                                                                                              |
| Neuscheffel                                                | 50 l |
| Mütt                                                       | 96,32 l (Zürich) Getreidekörner oder ca. 70 kg.                                                                |
| Mütte (Modius)                                             | 220 l = 4 Scheffel (Waldeck)                                                                                   |
| Malter                                                     | meistens 12 Scheffel, in der Schweiz (1838–1876) 10 Viertel (Getreidemaß)                                      |
| Malter                                                     | 1,25–2,2 hl |
| Malter                                                     | 1,28 hl (Hessen)                                                                                               |
| Malter                                                     | 1,5 hl, unterteilt in Sester (Baden und Schweiz)                                                               |
| Malter                                                     | 1,6 hl (Bad Camberg)                                                                                           |
| Malter                                                     | 1,64 hl (Köln)                                                                                                 |
| Malter                                                     | 1,6917 hl (Hegau)                                                                                              |
| Malter                                                     | 1,8691 hl = 6 Himten (Hannover)                                                                                |
| Malter                                                     | 2,886 hl (Hochstift Münster)                                                                                   |
| Malter                                                     | 6,5954 hl = 12 Scheffel (Brandenburg-Preußen)                                                                  |
| Malter                                                     | 8,8 hl = 16 Scheffel (Waldeck)                                                                                 |
| Malter                                                     | 12,478 hl = 12 Scheffel (Sachsen)                                                                              |
| Wispel                                                     | 24 Scheffel |
| Last                                                       | 40-60 Scheffel                                                                                                 |
| Spint                                                      | 2,43 l (Mecklenburg, Getreide)                                                                                 |
| Spint                                                      | 4,63 l (Bremen)                                                                                                |
| Spint                                                      | 6,96 l (Hamburg)                                                                                               |
| Stübchen                                                   | 52 Stübchen = 1 Tonne (Bier)                                                                                   |
| Stübchen                                                   | 1 Stübchen = 2 Kannen                                                                                          |
| Tonne                                                      | 100 Stof = 114,5 l (Bier, Preußen)                                                                             |
| Tonne                                                      | 164,84 l (Schweden)                                                                                            |
| Tonne                                                      | 98,238 l (Dresden)                                                                                             |
| Ohm, Ohme, Ahm, Aam                                        | 120 Quart = 120 Stof = 1,374 hl (Branntwein, Preußen)                                                          |
| Ohm, Ohme, Ahm, Aam                                        | 1,4342 hl (Frankfurt am Main)                                                                                  |
| Ohm, Ohme, Ahm, Aam                                        | 26 Viertel = 104 Maß = 1,374 hl (Preußen)                                                                      |
| Oxhoft                                                     | 1⁄2 Ohm = 148,6–235,5 l (Wein, Bier)                                                                           |
| Oxhoft                                                     | 1⁄2 Ohm = 180 Quart = 206,11 l (Preußen vor 1872)                                                              |
| Ort, Pegel                                                 | 1⁄2 Ößel = 1⁄4 Pott = 1⁄8 Kanne = 0,23 l (Mecklenburg)                                                         |
| Ößel, Plank, Stück                                         | 2 Ort = ca. 0,5 l (Mecklenburg)                                                                                |
| Pott, Quartier                                             | 2 Ößel = 0,9253 l (Mecklenburg vor 1872, seit 1869 auf diese Größe festgelegt, enthielt jedoch häufig weniger) |
| Stück                                                      | 8 Ohm = 1216 l (Mecklenburg, Angaben variieren, konnte auch kleiner sein und entsprach dann 1 Ößel)            |
| Stück                                                      | ca. 12 hl, entsprach meist 8 Ohm (Maßeinheit für Fasswein im Rheinland) 1147,28 l (Frankfurter Stück)          |
| Quardeel, Quarteel                                         | 12 Stechkannen = 216 Pfund = etwa 101 kg                                                                       |
| Steckkanne, Stechkanne                                     | 16 Mingelen |
| Kanne                                                      | 1,123 l (Altenburg)                                                                                            |
| Kanne                                                      | 1,819 l (Gotha)                                                                                                |
| Kanne                                                      | 1,9 l (Hannover)                                                                                               |
| Kanne                                                      | 0,92 l (Mecklenburg)                                                                                           |
| Kanne                                                      | 0,936 l (Sachsen)                                                                                              |
| Kanne                                                      | 1 l (Norddeutscher Bund)                                                                                       |
| Nößel, Nösel, Nössel, Biernösel                            | 1⁄4 Kanne |
| Nößel, Nösel, Nössel, Biernösel                            | 0,511 l (Emden, Biernösel)                                                                                     |
| Fass, Gebinde                                              | 229 l (Preußen)                                                                                                |
| Fuder                                                      | 1000 l = 1 m³                                                                                                  |
| Fuder                                                      | 4 Oxhoft = 6 Ohm = 24 Anker = 60 Eimer = 240 Stübchen                                                          |
| Fuder                                                      | 8–18,4 hl (je nach Region, Zeit und Ware, meistens Wein)                                                       |
| Fuder                                                      | 15 hl (Baden)                                                                                                  |
| Fuder                                                      | 8,698 hl (Bremen)                                                                                              |
| Fuder                                                      | 8,688 hl (Hamburg)                                                                                             |
| Fuder                                                      | 9,375 hl (Hessen, Darmstadt)                                                                                   |
| Fuder                                                      | 8,244 hl (Preußen)                                                                                             |
| Fuder                                                      | 8,0835 hl (Sachsen)                                                                                            |
| Fuder                                                      | 17,6356 hl (Württemberg)                                                                                       |
| Anker                                                      | 1 Anker = 40 Quartiere                                                                                         |
| Anker                                                      | rund 33–45,4 l, meistens um 37 l (Wein)                                                                        |
| Lägel                                                      | 50 l (Hessen, Wein)                                                                                            |
| Lägel                                                      | 45 l (Schweiz)                                                                                                 |
| Last                                                       | Hohlmaß für Trockenkörper im nördlichen Europa                                                                 |
| Last                                                       | 30 Scheffel = 32,98 hl (Hamburg)                                                                               |
| Last                                                       | 16,69 hl (Dänemark)                                                                                            |
| Zuber                                                      | 15 hl (Baden, Getreide)                                                                                        |
| Himpten, Himten                                            | etwa 31 l (regional unterschiedlich)                                                                           |
| Last                                                       | 15 Tonnen = 60 Vierup = 240 Fässchen = 2160 Krug = 8640 Ort = 34560 Maatjes                                    |
| Imi, Immi                                                  | 1 Imi = 1⁄16 Eimer = 10 Hellaichmaß = 18,370 l (für Flüssigkeiten; bis Ende 1871 in Württemberg)               |
| Imi, Immi                                                  | 1 ⁄2 l (Schweiz 1838–1876), Getreidemaß; = 1⁄10 Viertel                                                        |
| Artabe                                                     | 29,2–38,78 l (Antike)                                                                                          |
| Lögel                                                      | 50 Liter |

## Gewichtsmaße

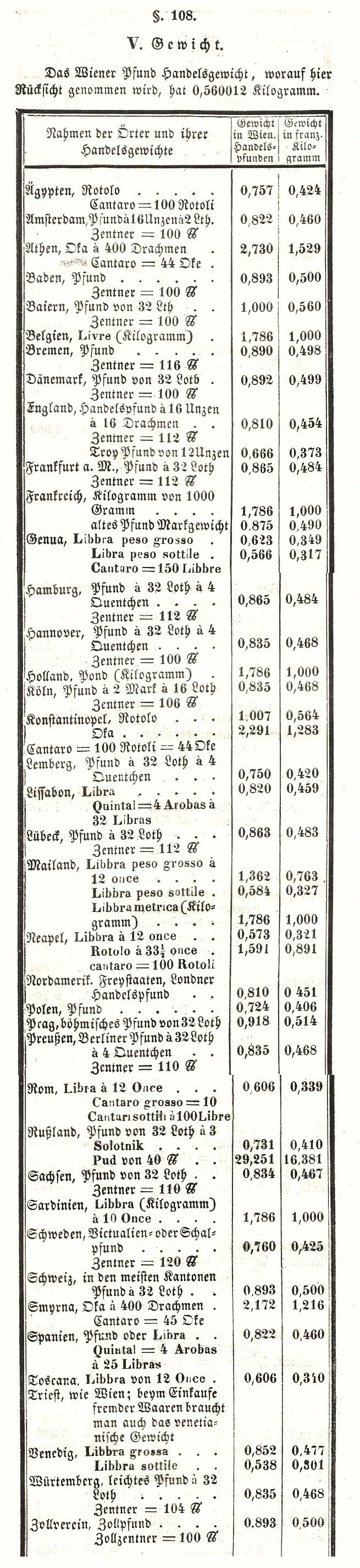
Gewichtmaße – Umrechnungstabelle aus Mathematik-Schulbuch, 1848

| Zent, Cent                       | 1⁄100 Gran |
| Zent, Cent                       | rund 166,67 µg (Bayern, Preußen, Sachsen, Hessen) |
| Gran (Pl. Grän), Korn            | 16 Teile |
| Gran (Pl. Grän), Korn            | 1⁄12 Karat = ca. 16,67 mg |
| Gran (Pl. Grän), Korn            | 0,812 g (Gold und Silber) |
| Gran (Pl. Grän), Korn            | 0,05 g (Edelsteine und Perlen) |
| Gran (Pl. Grän), Korn            | ca. 0,063 g (Apotheke) |
| Karat (ct)                       | 205,1 mg (jetzt 200 mg) |
| Skrupel (℈)                      | von lat. scrupulus = Steinchen; skrupellos: Ein Apotheker ohne Skrupel konnte nicht exakt arbeiten. |
| Skrupel (℈)                      | 6 Karat |
| Skrupel (℈)                      | 1⁄24 Unze (ca. 1,25 g) |
| Skrupel (℈)                      | 1⁄20 Unze |
| Hellergewicht                    | in Deutschland als Silbergewicht 1⁄512 der Gewichtsmark (siehe Heller (Münze)#Deutschland) oder als Münzwert nach dem Pfund bestimmt in der Gegend von 0,5 g (Silber); vgl. Pfenniggewicht und Quentchen |
| Pfenniggewicht                   | 2 Hellergewichte |
| Quint, Quent, Quentin, Quentchen | 4 Pfenniggewichte |
| Quint, Quent, Quentin, Quentchen | 3,65 g (von lat. „Fünftel“) |
| Quint, Quent, Quentin, Quentchen | 1⁄10 Neu-Lot = 1,6666 g (Preußen ab 1858) |
| Lot, Loth                        | 4 Quentchen |
| Lot, Loth                        | 1⁄30–1⁄32 Pfund (ursprünglich) |
| Lot, Loth                        | 15,6–17,5 g (1 Neu-Lot ab 1858 = 16,666 g) |
| Lot, Loth                        | 14,606 g (Preußen) |
| Lot, Loth                        | 16 Grän (Edelmetalle und Münzen) |
| Lot, Loth                        | 18 Grän = 1⁄16 Mark (Edelmetall) |
| Unze                             | 144 Karat |
| Unze                             | 2 Lot (Handel) |
| Unze                             | 28,35 g |
| Unze                             | 31,1 g |
| Neulot                           | 50 g (Österreich, um 1810) |
| Mark                             | 16 Lot (Edelmetalle und Münzen bis 1857, siehe Münzfuß) |
| Mark                             | 233,856 g (Köln) |
| Mark                             | 214 g (Altnorwegen bis 15. Jhd.) = 8 Øre = 24 Ertog = 240 Pfennig |
| Pfund (Pfd, lb, ℔)               | 32 Lot = 16 Unzen |
| Pfund (Pfd, lb, ℔)               | 30 Neu-Lot je 16,666 g (siehe Vereinstaler) |
| Pfund (Pfd, lb, ℔)               | 327,45 g (antikes, römisches Pfund zu 12 Unciae) |
| Pfund (Pfd, lb, ℔)               | 467,404 g (Preußen) |
| Pfund (Pfd, lb, ℔)               | 500 g (Deutscher Zollverein 1858, Schweiz 1838–1876) |
| Stein                            | 22–40 Pfund |
| Zentner (ztr)                    | 100 Pfund |
| Zentner (ztr)                    | 110 Pfund = 51,498 kg (Preußen) |
| Zentner (ztr)                    | 100 Pfund = 50 kg (Deutscher Zollverein 1840) |
| Zentner (ztr)                    | 100 kg (Österreich, Schweiz, Russland) |
| Doppelzentner (dz), Quintal (q)  | 2 Zentner |
| Doppelzentner (dz), Quintal (q)  | 1 Dezitonne = 1 dz = 100 kg |
| Schiffpfund                      | 3 Zentner = 20 Lispfund (Schiffsfrachten) |
| Roßsaum                          | 168 Kilogramm, Menge die ein Saumroß (Tragepferd) an Waren tragen kann |
| Karch                            | 4 Zentner oder 244 kg österreichische Pferdelast |
| Schiffzentner                    | 40 Zentner (Schiffsfrachten) |
| Lägel                            | rund 70 kg (Steiermark, Stahl) |
| Last, Kommerzlast                | Maß für die Tragfähigkeit eines Schiffs |
| Last, Kommerzlast                | 3000 kg (Bremen und Hamburg) |
| Last, Kommerzlast                | 2000 kg (übriges Deutschland = 2 Tonnen) |
| Tael                             | chinesische Gewichtseinheit für Edelmetall |
| Tael                             | 10 Chin (Mace) = 100 Fen (Candareen) = 1000 Li = 37,78 g |
| Tael                             | 34,246 g in Shanghai |
| Tael                             | 33,387 g im Außenhandel auf Basis des Peso |
| Apothekerpfund (℔)               | 12 Unzen = 350,78 g |
| Apothekerunze (℥)                | 2 Lot = 8 Drachmen |
| Apothekerdrachme (ʒ)             | 3 Skrupel = 60 Gran = 3,65 g |
| Pfund-Schwehr                    | 320 Pfund |
| Schiff-Pfund                     | 200 Pfund |
| Ließ-Pfund                       | 14 Pfund |
| Zuber                            | Maß für Fische (Altona) |
| Zuber                            | 140 Pfund = 67,845 kg (Altona) |
| Bergscheffel                     | 1 Bergscheffel = 150 Pfund (Meckl./Bergbau) |
| Tonne                            | 1 Tonne (To) = 4 Scheffel = 135,6 l aber: 1 to = 145 kg (Meckl./Bergbau) |
| Hektoliter                       | 1 hl = 75 kg (Meckl./Bergbau) |
| waage (waghe)                    | 1 waage = 300 Pfund (à 485 g), als Einkaufs- und Rechnungseinheit für Käse |